# パンタイノスの図書館

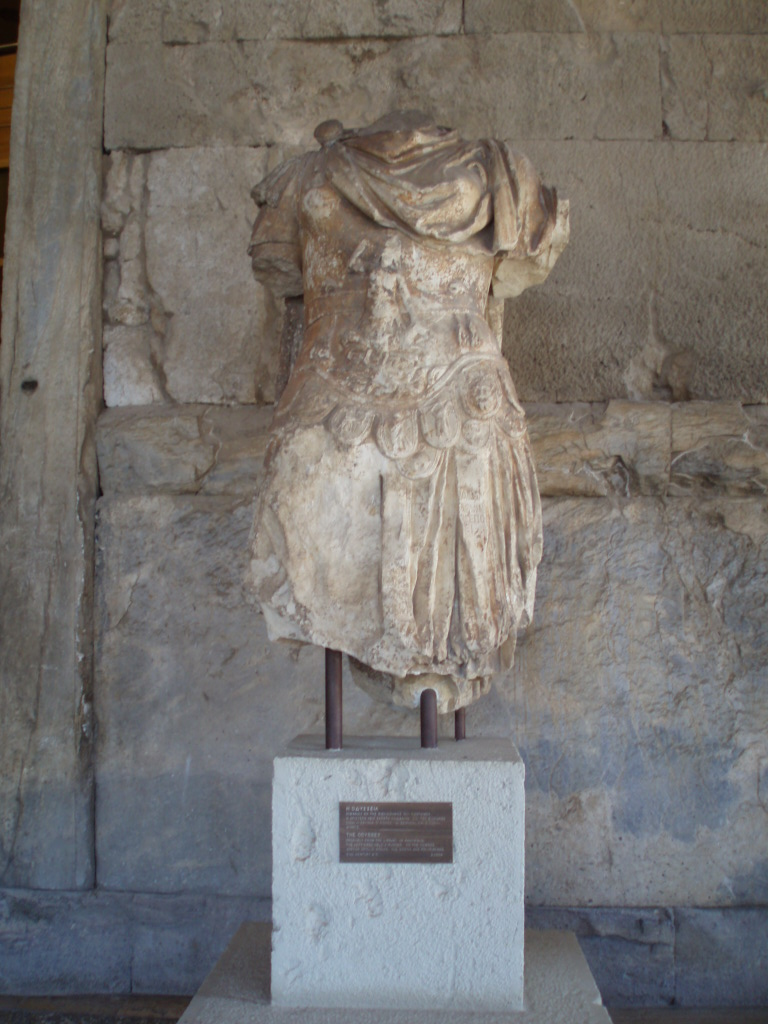
図書館にあったと推定されるオデュッセイアの女像（古代アゴラ博物館）

パンタイノスの図書館（パンタイノスのとしょかん、希: Βιβλιοθήκη του Πανταίνου、英: Library of Pantainos）は、古代ギリシアのアテーナイに構築された建造物の1つである。アテーナイのアゴラの東南端にあるアッタロスの柱廊（紀元前2世紀）の南端に位置し、西側はパンアテーナイア通りに面していた。東側にはローマ時代のアゴラがあり、そのすぐ北側に130年ごろ構築されたハドリアヌスの図書館がある。

## 概要
パンタイノスの図書館は、ローマ皇帝トラヤヌス（在位98-117年）の治世の紀元100年ごろ（98-102年）にアテーナイの学者パンタイノス (Titus Flavius Pantainos) により建立されたことが知られ、それを示す図書館の扉口上にあったまぐさ石（リンテル）の碑文には、アテーナー・ポリアス（「ポリスの守護の女神」のアテーナー）と皇帝トラヤヌス、そしてアテーナイ市民に献呈されたと記される。
もう1つの碑文によれば、この公共図書館の開館時間は「第1時から第6時まで」とされ、古代ローマ（不定時法）では昼間を12等分することから、およそ午前6-7時から正午までで、収蔵書の館外貸出は禁止されていた。
このほか約30年後に建設されたハドリアヌスの図書館の蔵書はラテン語であったのに対して、パンタイノスの図書館の収蔵書は、主にギリシア語であったといわれる。
267年、ゲルマン人のヘルリ族（ゴート人の一派）の略奪（267年のアテーナイ略奪）により、多くの構造物とともに破壊された。後にハドリアヌスの図書館は修復されたが、パンタイノスの図書館は再建されることなくその役割を終えた。

## 構造
アッタロスの柱廊とパンタイノスの図書館の間の道路には、双方をつなぐ大理石のアーチが備えられ、そこは東方からアテーナイのアゴラに向かう入口の1つであった。図書館は東西約35メートル (115 ft) で、内側に四角形の中庭（東西13.5×南北20m）が設けられ、後に中庭にはペリスタイル（列柱廊）が施された。中庭東面の閲覧室は約10平方メートル (110 sq ft) で、床や壁には大理石が使われていた。